# Omfartsvej
En omfartsvej er en vej der leder trafikken udenom en by. En omfartsvej bliver anlagt hvis der er for meget trafik igennem et byområde. En omfartsvej er som regel tosporet, men nogle steder er omfartsvejen ophøjet til motortrafikvej eller endog motorvej, et eks. er Midtjyske Motorvej og Messemotorvejen nord og syd om Herning.

## Omfartsveje i Danmark
| Landsdel  | Navn                        | Nummer    | By                | Længde |
| --------- | --------------------------- | --------- | ----------------- | ------ |
| Jylland   | Bøjlevejen                  | ON        | Skagen            | 4      |
| Jylland   | Sigurd Espersens Vej        |           | Hirtshals         | 1,4    |
| Jylland   | Krustrupvej                 | 55        | Hjørring          | 3,5    |
| Jylland   | Ndr. Omfartsvej             | O2        | Brønderslev       | 0,9    |
| Jylland   | Agdrupvej                   | O2        | Brønderslev       | 1,7    |
| Jylland   | Sdr. Omfartsvej             | 543 O2    | Brønderslev       | 5,5    |
| Jylland   | Omfartsvejen                | 55        | Pandrup           | 7,5    |
| Jylland   | Brogårdsvej                 | 55        | Aabybro           | 1,7    |
| Jylland   | Aalborgvej                  | 11        | Aabybro           | 2,8    |
| Jylland   | Høvejen                     | 11        | Aalborg           | 5,4    |
| Jylland   | Aalborgvej                  | 11        | Thisted           | 4,4    |
| Jylland   | Omfartsvejen                | 583       | Vester Hassing    | 9,8    |
| Jylland   | Omfartsvejen                | 507       | Terndrup          | 3,9    |
| Jylland   | Nordre Kattegatvej          |           | Grenaa            | 6,1    |
| Jylland   | Lemvigvej                   | 513       | Lemvig            | 2,3    |
| Jylland   | Vestre Boulevard            | 26        | Skive             | 2,2    |
| Jylland   | Herningvej                  | 26        | Skive             | 2,1    |
| Jylland   | Skivevej                    | 26        | Løgstrup          | 2,3    |
| Jylland   | Århusvej                    | 26        | Viborg            | 5,5    |
| Jylland   | Østre Omfartsvej            | 575       | Bjerringbro       | 1,6    |
| Jylland   | Kjellerupvej                | 52        | Kjellerup         | 6,1    |
| Jylland   | Silkeborgvej/Horsensvej     | 52        | Brædstrup         | 3,0    |
| Jylland   | Sunds Omfartsvej            | 34        | Sunds             | 5,3    |
| Jylland   | Vesterholmvej               |           | Herning           | 4,6    |
| Jylland   | Hilmar Sølunds Vej          |           | Herning           | 4,0    |
| Jylland   | Ringkøbingvej               | 15        | Videbæk           | 4,2    |
| Jylland   | Holmsland Klitvej           |           | Søndervig         | 0,8    |
| Jylland   | Viborgvej                   | 13        | Nørre Snede       | 1,9    |
| Jylland   | Omfartsvejen                | 185       | Nørre Snede       | 1,4    |
| Jylland   | Vejlevej                    | 13        | Nørre Snede       | 1,9    |
| Jylland   | Nørremarksvej               | 28        | Tarm              | 1,4    |
| Jylland   | Vestre Kvartervej           | 11        | Tarm              | 3      |
| Jylland   | Mangehøje                   | 442       | Jelling           | 2,7    |
| Jylland   | Tingvejen                   | 30 28 487 | Grindsted         | 4,2    |
| Jylland   | Estrupvej                   | E20 24    | Esbjerg           | 2      |
| Jylland   | Omkørselsvejen              | 170       | Haderslev         | 4,4    |
| Jylland   | Omfartsvej                  | 401 429   | Løgumkloster      | 1      |
| Jylland   | Krusåvej                    | 401 429   | Løgumkloster      | 1      |
| Jylland   | Hovedvejen                  | 11        | Bredebro          | 2,2    |
| Jylland   | Omfartsvejen                | 170       | Christiansfeld    | 1,9    |
| Jylland   | Vestre Omfartsvej           |           | Tønder            | 2      |
| Jylland   | Møgeltønder Omfartsvej      | 419       | Møgeltønder       | 4,7    |
| Jylland   | Omfartsvejen                |           | Padborg           | 3,3    |
| Fyn       | Omfartsvejen                | 311       | Søndersø          | 1,9    |
| Fyn       | Omfartsvejen                |           | Langeskov         | 1,8    |
| Fyn       | Eskevej                     | 43        | Nørre Lyndelse    | 2,1    |
| Fyn       | Lumbyvej                    | 43        | Nørre Lyndelse    | 1,8    |
| Fyn       | Hjulbyvej                   | 8         | Nyborg            | 6,2    |
| Fyn       | Ring Nord                   | 167       | Ringe             | 1,2    |
| Fyn       | Faaborgvej                  | 8         | Kværndrup         | 1,8    |
| Fyn       | Nyborgvej                   | 8         | Faaborg           | 2,2    |
| Fyn       | Odensevej                   | 44        | Faaborg           | 1      |
| Fyn       | Sundvejen                   | 44        | Faaborg           | 1,5    |
| Langeland | Brovejen                    | 9         | Rudkøbing         | 1,4    |
| Langeland | Omfartsvejen                | 305       | Rudkøbing         | 2,8    |
| Ærø       | Bymarksvej                  |           | Ærøskøbing        | 0,4    |
| Sjælland  | Helsingørvej                | 205       | Helsinge          | 6,7    |
| Sjælland  | Kildevej                    | 267       | Helsinge          | 4,9    |
| Sjælland  | Frederiksborgvej            | 6         | Slangerup         | 3,8    |
| Sjælland  | Hørup Skovvej               | 6 207     | Slangerup         | 5,1    |
| Sjælland  | Overdrevsvejen              | 6 O2      | Hillerød          | 7,1    |
| Sjælland  | Roskildevej                 | 6         | Gørløse           | 3,5    |
| Sjælland  | Frederikssundvej            | 53 211    | Frederikssund     | 7,8    |
| Sjælland  | Lyngbækvej                  |           | Roskilde          | 1,4    |
| Sjælland  | Odsherredvej                | 225       | Nykøbing Sjælland | 4,9    |
| Sjælland  | Færgevejen                  | 21        | Sjællands Odde    | 3,2    |
| Sjælland  | Hønsinge Omfartsvej         | 225       | Vig               | 2,1    |
| Sjælland  | Ny Holbækvej                |           | Grevinge          | 2      |
| Sjælland  | Rødhøj                      |           | Grevinge          | 1,2    |
| Sjælland  | Hovvejen                    | 23        | Kalundborg        | 2,7    |
| Sjælland  | Landevejen                  | 155       | Holbæk            | 1,2    |
| Sjælland  | Omfartsvejen                | 155       | Holbæk            | 6,5    |
| Sjælland  | Jyderupvej                  | 225       | Ruds Vedby        | 4,7    |
| Sjælland  | Omfartsvejen                | 255       | Gørlev            | 1,7    |
| Sjælland  | Omfartsvejen                | 22        | Slagelse          | 9      |
| Sjælland  | Rødvigvej                   | 261       | Store Heddinge    | 4,1    |
| Sjælland  | Køgevej                     | 209       | Faxe              | 4,6    |
| Sjælland  | Korsør Landevej             |           | Skælskør          | 4,3    |
| Sjælland  | Ring Øst                    | O2        | Næstved           | 8      |
| Sjælland  | Ring Syd                    | O2        | Næstved           | 3,4    |
| Sjælland  | Brovejen                    | 22 153    | Vordingborg       | 4,9    |
| Sjælland  | Mønsvej                     | 59        | Vordingborg       | 5      |
| Falster   | Nykøbing Falster Omfartsvej | E55       | Nykøbing Falster  | 5,8    |

## Omfartsveje i Danmark under anlæg og planlægning
- O3 Bering-Beder Vejen (2022)
- Omfartsvej øst om Borup (2024) [2][3]
- 9 Omfartsvej ved Nørreballe (2029)
- 15 Omfartsvej nord om Tirstrup (2034)
- 15 Omfartsvej øst om Trustrup (2034)
- Omfartsvej på Stevns (VVM-redegørelse igangsættes)[4] (2035)
- 34 26 Omfartsvej vest om Skive (2035)
- 15 Barde Omfartsvej (VVM-redegørelse igangsættes)
- 15 Haunstrup Omfartsvej (VVM-redegørelse igangsættes)
- 15 Omfartsvej nordøst om Ringkøbing (VVM-redegørelse igangsættes)[5]
- Tersløse Omfartsvej[6]
- Omfartsvej sydvest om Hjørring [7]

## Foreslåede omfartsveje i Danmark
- Omfartsvej øst om Aabybro
- 16 Omfartsvej ved Auning
- Omfartsvej vest om Nimtofte
- Omfartsvej nord øst om Hadsten
- Omfartsvej vest om Hadsten
- Omfartsvej syd om Houlbjerg
- Omfartsvej nord om Ødum
- 21 Omfartsvej øst om Ebeltoft [8]
- 21 Omfartsvej øst om Feldballe[9]
- 563 Omfartsvej mellem Mørke og Hornslet
- Omfartsvej øst om Odder
- Omfartsvej øst om Hedensted
- 181 Omfartsvej ved Klinkby
- 12 Omfartsvej vest om Karup[10]
- Omfartsvej vest om Rolfsted og Ferritslev
- Omfartsvej vest om Ringe
- Omfartsvej ved Heden
- 8 Omfartsvej nordvest om Kværndrup
- Omfartsvej nord om Allerød
- Omfartsvej syd om Lejre
- Omfartsvej øst om Kalundborg
- Omfartsvej øst om Høng
- Omfartsvej øst om Haslev
- 261 Omfartsvej ved Strøby Egede
- 14 Omfartsvej øst om Vetterslev-Høm
- 22 Omfartsvej nord om Kyse og Vallensved
- 9 Omfartsvej nord om Nørreballe
- 555 Omfartsvej ved Mariager
- 11 Omfartsvej øst om Spjald